# Samsung Galaxy S III
Samsung Galaxy S III (модельний номер — GT-i9300) — смартфон із серії Samsung Galaxy, розроблений компанією Samsung Electronics, анонсований 3 травня 2012 року в Лондоні у виставковому центрі Ерлс Корт. Його попередник — Samsung Galaxy S II.

## Характеристики смартфону

### Апаратне забезпечення

#### Процесор
Samsung Galaxy S III працює на базі чотириядерного процесора Samsung Exynos 4 Quad (технічна назва  — 4412), що виконаний за 32-нм техпроцесом за набором інструкцій ARMv7. Графічне ядро  — Mali-400 MP4.

#### Пам'ять
Смартфон комплектується 1 ГБ оперативної пам'яті та 16 або 32 ГБ постійної пам'яті NAND Flash. В апарата є слот розширення пам'яті microSD (можливість встановлення до 64 ГБ).

#### Акумулятор
Galaxy S III працює від літій-іонного акумулятора з ємністю 2100 мА/г, що може замінятися. У режимі розмови апарат може працювати 10 годин і 20 хвилин, за відвідування сайтів  — 5 годин і 17 хвилин, а під час програвання відео  — 10 годин та 1 хвилину. За нормального користування заряду батареї вистачає на 43 години.

#### Безпровідні модулі
В апарата є вмонтовані модулі бездротової передачі даних:
- Wi-Fi (802.11 a/b/g/n), може виступати в ролі точки доступу;
- Bluetooth 4.0;
- NFS-функція S Beam, що моментально передає дані на інший смартфон з підтримкою цієї функції;
- стандарти передачі даних: GSM, GPRS, EDGE, 3G (також у деяких країнах можлива наявність модуля 4G/LTE).

#### Камера
Апарат оснащено основною 8-мегапіксельною камерою з LED-спалахом, що розміщена на тильній стороні. Камера здатна знімати фото з роздільною здатністю 3264 x 2448 пікселів та записувати відео із FullHD якістю, 1920 х 1080 пікселів (1080p). Камера може розпізнавати обличчя, здійснювати гео-тегування відео та фотографій, а також сфокусуватися на об'єкті після доторку пальцем на екрані (TouchFocus).
Також смартфон на передній частині корпусу має камеру для здійснення відеодзвінків з роздільною здатністю 1.9 мегапікселя.

#### Дисплей
Смартфон оснащено 4.8-дюймовим HD Super AMOLED сенсорним дисплеєм з роздільною здатністю 720 x 1280 пікселів, що здатен відобразити 16.7 млн кольорів. Покритий захисним склом Gorilla Glass 2.

### Додаткові апаратні функції

#### S Beam
Розширення NFC-функції Android Beam, що дозволяє здійснювати обмін файлами з іншими Samsung Galaxy S III через Wi-Fi Direct через дотик двох апаратів.

### Програмне забезпечення

#### Операційна система
Телефон виходить із встановленою операційною системою Android Ice Cream Sandwich версії 4.0.4.

#### Інтерфейс користувача
У смартфоні встановлено інтерфейс користувача власного виробництва TouchWiz «Nature UX» UI версії 4.0.

#### Додаткові програмні функції
S-Voice
Голосове керування апаратом за допомогою системи розпізнавання мови. Підтримує англійську (британський та американський варіанти), італійську, німецьку, французьку, іспанську та корейську мови. Команди «S-Voice» можуть бути використані для розблокування, запуску додатків, камери, керування плеєром, будильником, ввімкненням Wi-Fi/Bluetooth тощо.
Прямий набір (Direct Call)
Функція дозволяє здійснити телефонний дзвінок абоненту під час перегляду його даних або написання йому повідомлення, піднісши смартфон до вуха.
Розумні сповіщення (Smart Alerts)
Смартфон вібрує, коли є пропущені дзвінки або повідомлення, тим самим сповіщаючи про це власника.
Соціальні теги (Social Tag)
Дають змогу миттєво ділитись фотографіями у соціальних мережах, позначивши на них людину.
Розумний сенсор очей (Smart eye sensing)
Samsung Galaxy S III має здатність збільшувати яскравість дисплею, коли користувач дивиться на нього, та зменшувати, якщо перестає.

## Регіональні варіації
Всі варіації спричинені тим фактом, що такі моделі було обладнано для роботи у мобільних мережах 4-го покоління: 4G/LTE.

### Японія
Samsung Galaxy S III на японський ринок вийшов під модельним номером SC-06D. Працює на базі двоядерного процесора Qualcomm Snapdragon S4 із тактовою частотою 1,5 ГГц (замість Samsung Exynos 4 Quad), отримав 2 ГБ оперативної пам'яті та підтримує мобільний зв'язок четвертого покоління — 4G LTE. Також смартфон обладнаний функцією ТБ-тюнер One Seg (вочевидь саме тому було встановлено саме стільки оперативної пам'яті).
Galaxy S III Alpha (SC-03E)
Пристрій підтримує роботу в мережах LTE і від самого початку працює на Android 4.1 Jelly Bean. Процесор — чотириядерний Samsung Exynos 4 Quad (модельний номер — 4412) з тактовою частотою 1.6 ГГц (такий самий, як і в Samsung Galaxy Note II). Оперативна пам'ять — 2 ГБ. Всі інші характеристики Galaxy S III Alpha не змінились порівняно зі світовою версією. У продаж надійшов у грудні 2012 року.

### США[27]
На американський ринок Samsung Galaxy S III вийшов з аналогічними до японського варіанта технічними характеристиками для всіх чотирьох американських операторів зв'язку:
- Samsung SCH-I535 Galaxy S III для Verizon
- Samsung SPH-L710 Galaxy S III для Sprint
- Samsung SGH-I747 Galaxy S III для AT&T
- Samsung SGH-T999 Galaxy S III для T-Mobile

### Канада
На ринок Канади смартфон вийшов з двоядерним процесором Snapdragon S4 з тактовою частотою 1.5 ГГц, слотом розширення пам'яті до 32 ГБ (у світовій версії — до 64 ГБ). Апарат випускається у двох варіантах: SGH-i747 (LTE модуль та 16/32 ГБ внутрішньої пам'яті) та SGH-iT999 (HSPA+ 42 модуль, та 16 ГБ внутрішньої пам'яті).

## Продажі
Як повідомила компанія Samsung на початку листопада 2012 року, за 5 місяців продажів користувачами було придбано 30 млн одиниць смартфону Samsung Galaxy S III.
Згідно з даними агентства Strategy Analytics, за підсумками третього кварталу 2012 року Samsung Galaxy S III посів перше місце з продажів смартфонів у світі з результатом 18 млн одиниць за звітні 3 місяці, обігнавши iPhone 4S (16,2 млн).
Голова мобільного відділу компанії Дж. К. Шин (англ. J.K. Shin) 15 березня 2013 року заявив, що вони «вже продали 50 млн одиниць з часу запуску» Samsung Galaxy S III.

## Цікаві факти
Згідно з дослідженнями аналітичної структури Localytics, рівень продажів Samsung Galaxy S III збільшився після виходу iPhone 5, навіть незважаючи на програш компанії Samsung у суді проти компанії Apple.
Згідно із заявою компанії Samsung, 4 з 5 тижнів, коли Samsung Galaxy S III найкраще продавався, припали на період після анонсу Apple iPhone 5.

## Відео
1. GALAXY S III Official TV Commercial [Архівовано 19 травня 2012 у Wayback Machine.]
2. Samsung Galaxy SIII: Hands-on Video [Архівовано 8 травня 2012 у Wayback Machine.]
3. Samsung Galaxy S III Review [Архівовано 7 липня 2012 у Wayback Machine.]
4. ТехноПарк: Samsung Galaxy S III — тест [Архівовано 30 червня 2014 у Wayback Machine.] (укр.)
5. Предварительный обзор Samsung Galaxy S III [Архівовано 7 жовтня 2016 у Wayback Machine.]
6. Samsung Galaxy S3. Мыльный пузырь [Архівовано 29 вересня 2016 у Wayback Machine.]